# Genzkow
Genzkow är en ortsteil i staden Friedland i Landkreis Mecklenburgische Seenplatte i förbundslandet Mecklenburg-Vorpommern i Tyskland. Genzkow var en kommun fram till 26 maj 2019 när den uppgick i Friedland. Kommunen Genzkow hade 116 invånare 2019.